# Baal-Hanã
Baal-Hanã (em hebraico: בַּעַל חָנָן / בָּעַל חָנָן, hebraico padrão: Báʿal ḥanan, hebraico tiberiano: Báʿal ḥānān / Bāʿal ḥānān) significa "Baal é gracioso". Há dois homens por este nome na Bíblia hebraica. 
Em Gênesis 36:38–39, Baal-Hanã, é um rei de Edom. Ele também é mencionado na lista de Reis, em 1 Crônicas 1:49–50. Ele sucedeu Saul e foi sucedido por si Hadade. Era o filho de Acbor, e sua mulher Meetabel, filha de Matrede e neta de Mezaabe.
Ele é chamado o filho de Acbor, mas o nome de sua cidade natal não é dado. Por essa e outras razões, Marquart ("Fundamente Israelitischer und Jüdischer Gesch." 1896, pp 10 e segs.) supõe que "filho de Acbor" é uma duplicata de "filho de Beor" , e que "Baal-Hanã", no texto original é dado como o nome do pai do rei seguinte, Hadar.
A historicidade e até mesmo a data de seu reinado são desconhecidas, já que ele não é mencionado em nenhuma outra fonte de sobrevivência.
Nos livros de Crônicas há também um segundo homem com esse nome, da cidade de Geder. Em 1 Crônicas 27:28 ele é descrito como sendo responsável ao rei Davi para o cuidado das oliveiras e sicômoros.
| Precedido por Saul de Reobote | Rei de Edom | Sucedido por Hadar |